# 콘라드 죄르지

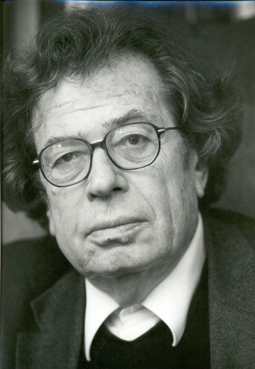
콘라드 죄르지

콘라드 죄르지(헝가리어: Konrád György, 1933년 4월 2일 ~ 2019년 9월 13일)는 헝가리의 수필가, 소설가이다. 개인주의를 옹호하는 문학 작품을 발표한 것으로 유명하다.

## 생애
콘라드 죄르지는 1933년 4월 2일에 헝가리 동부 데브레첸 근교에 위치한 베레초우이펄루의 유대인 가정에서 태어났다. 콘라드의 아버지인 콘라드 요제프(Konrád József)는 철물 사업을 했다. 콘라드의 어머니는 너지바러드에 거주했던 중산층 유대인인 클레인 로저(Klein Róza)이다. 콘라드 죄르지의 언니인 콘라드 에버(Konrád Éva)는 1930년에 태어났다. 콘라드의 가족들은 1944년에 헝가리를 침공한 독일 헌병대와 게슈타포에 의해 체포되어 오스트리아로 이송되었고 나중에 아우슈비츠 강제 수용소에 수감되었다.
1945년 2월 말에는 에버와 죄르지 콘라드 남매가 베레초우이펄루로 귀환했고 1945년 6월에는 콘라드의 부모가 오스트리아에 위치한 슈트라스호프 강제 수용소에서 석방되었다. 콘라드는 2001년에 출간된 소설 《귀향과 행복》에서 제2차 세계 대전 당시의 사건들을 묘사했다. 1950년에는 아버지의 사업과 가족이 아파트가 헝가리 정부에 의해 국유화되었는데 콘라드의 부모는 자녀들과 함께 부다페스트로 이주하게 된다. 콘라드는 1951년부터 1956년 헝가리 혁명이 일어나기 이전까지 로란드 외트뵈시 대학교에서 문학, 사회학, 심리학을 전공했다.
콘라드는 1959년부터 1965년까지 부다페스트 시청에서 어린이 복지 감독관으로 근무했는데 이는 콘라드가 1969년에 소설 《방문자》(헝가리어: A látogató)를 출간하는 계기가 된다. 1965년에는 헝가리 과학 아카데미의 사회학 연구단과 함께 도시 사회학 연구를 수행하는 도시 과학기획 연구소에 합류했다. 1969년에는 도시사회학자인 셀레니 이반(Iván Szelényi)과 긴밀히 협력하여 《새로운 주택 개발의 사회학적 문제》라는 논문을 집필했다. 콘라드는 1977년에 도시주의자로서의 경험을 담은 소설 《도시 건설자》(헝가리어: A városalapító)를 출간했다. 하지만 헝가리 정부로부터 검열의 대상이 되었기 때문에 콘라드의 문학 작품은 서방 세계에서 사미즈다트(지하 출판물) 형식으로 출간되었다.
콘라드는 1989년에 사회주의 체제가 붕괴된 헝가리로 돌아왔고 헝가리의 자유주의 정당인 자유민주동맹의 설립에 참여했다. 콘라드는 1990년부터 1993년까지 국제펜클럽 회장을 역임했으며 1997년부터 2003년까지 독일 베를린 예술 아카데미 회장을 역임했다. 콘라드는 2019년 9월 13일에 헝가리 부다페스트에 위치한 자택에서 향년 86세를 일기로 사망했다. 콘라드의 재산은 베를린 예술 아카데미의 문학 보관소에 소장되었다.

## 상훈
- 독일 헤르더상 (1983년)
- 샤를 베용상 (1985년)
- 마네스 슈페르버상 (1990년)
- 코슈트상 (1990년)
- 출판 평화상 (1991년)
- 괴테 메달 (2000년)
- 카롤루스 대제상 (2001년)
- 프란츠 베르펠 인권상 (2007년)
- 유대인 서적 평의회 전미 유대인 서적상 회고록 부문 (2008년)